# Odległość kątowa

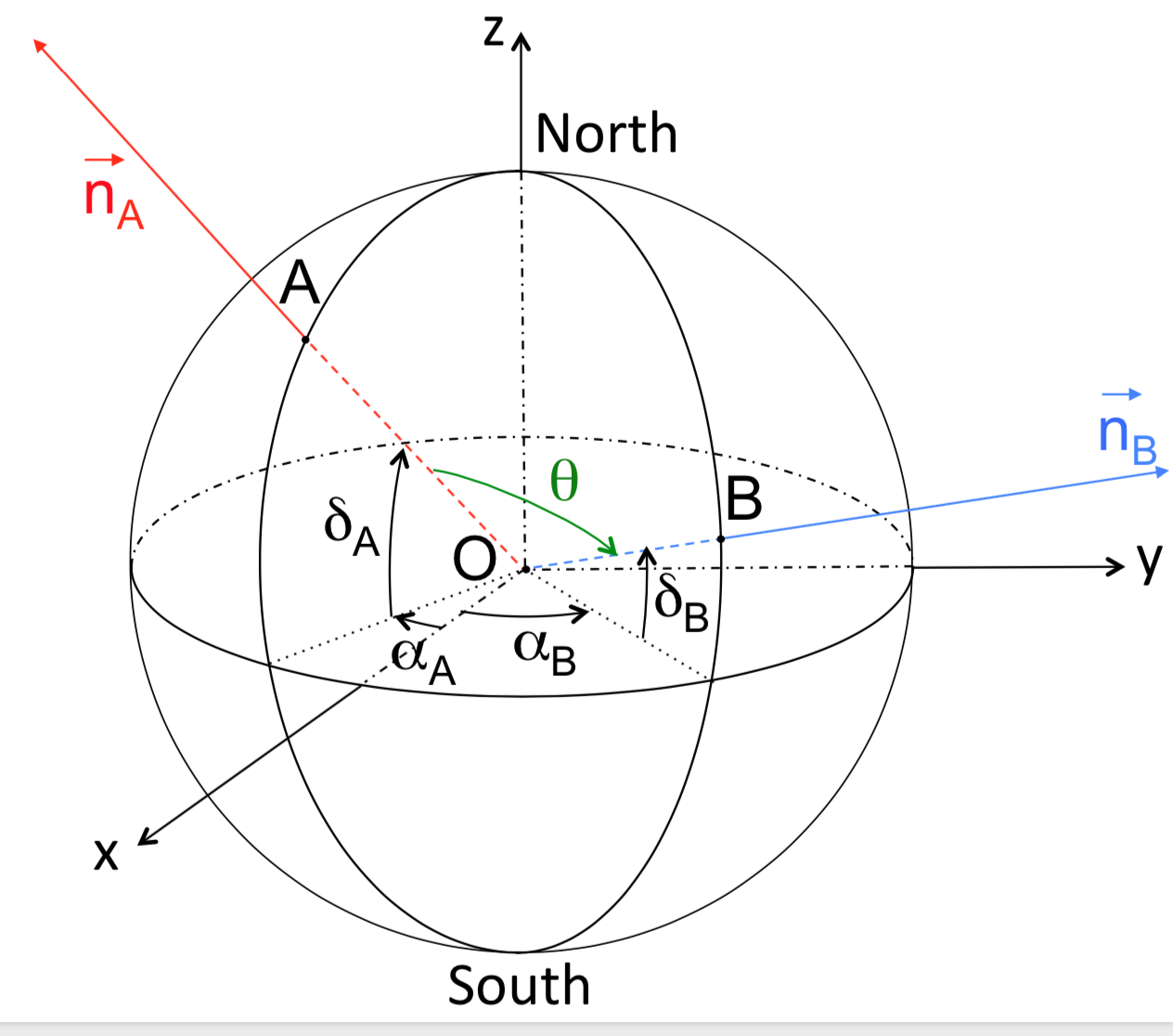
Kąt θ to odległość kątowa między punktami, które wskazują wektory n_{A} i n_{B}

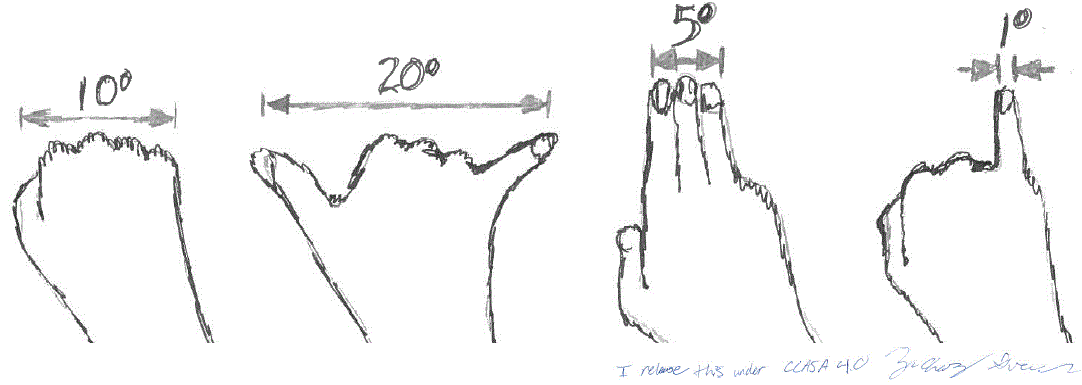
Odległość kątową między ciałami można w przybliżeniu oszacować, korzystając z wyciągniętej dłoni

Odległość kątowa punktów na sferze – kąt między dwiema prostymi przechodzącymi przez środek sfery i każdy z punktów. Obrazowo można to wyrazić jako kąt pomiędzy prostymi łączącymi obserwatora z obserwowanymi obiektami.
Odległość kątową na ogół wyraża się w stopniach lub radianach.
W astronomii za sferę przyjmuje się sferę niebieską, a za jej środek przyjmuje się Ziemię. Obiekty położone w niewielkiej odległości kątowej może w rzeczywistości dzielić znaczna odległość liniowa, jak ma to miejsce np. podczas zjawiska zakrycia gwiazd przez Księżyc.